# Бервікшир
Бервікшир (шотл. гел. Siorrachd Bhearaig) — історичне графство, реєстраційний округ та лейтенантська територія на південному сході Шотландії, на кордоні з Англією. У Вікторіанську епоху графство називалося Дансшир, оскільки місто Данс стало адміністративним центром графства.

## Назва

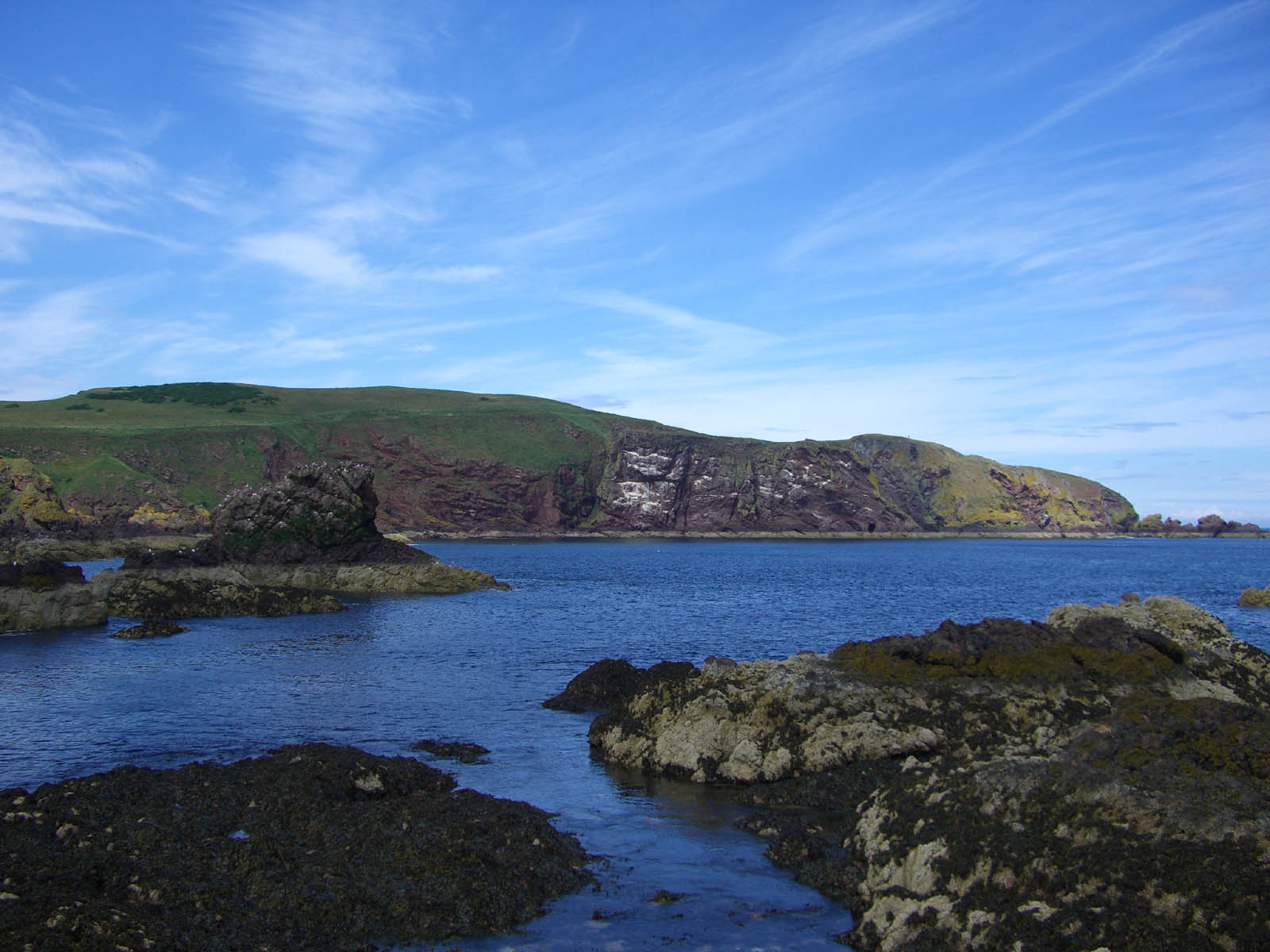
Сент-Аббс-Гед на узбережжі графства Бервікшир

Свою назву графство Беркшір отримало від міста Бервік-апон-Твід.

## Географія
Бервікшир розташований на південному сході Шотландії, у східній частині Південношотландської височини, на узбережжі Північного моря та кордоні з Англією. Рельєф Бервікширу переважно горбистий, із заходу на схід протікає річка Твід.

## Історія

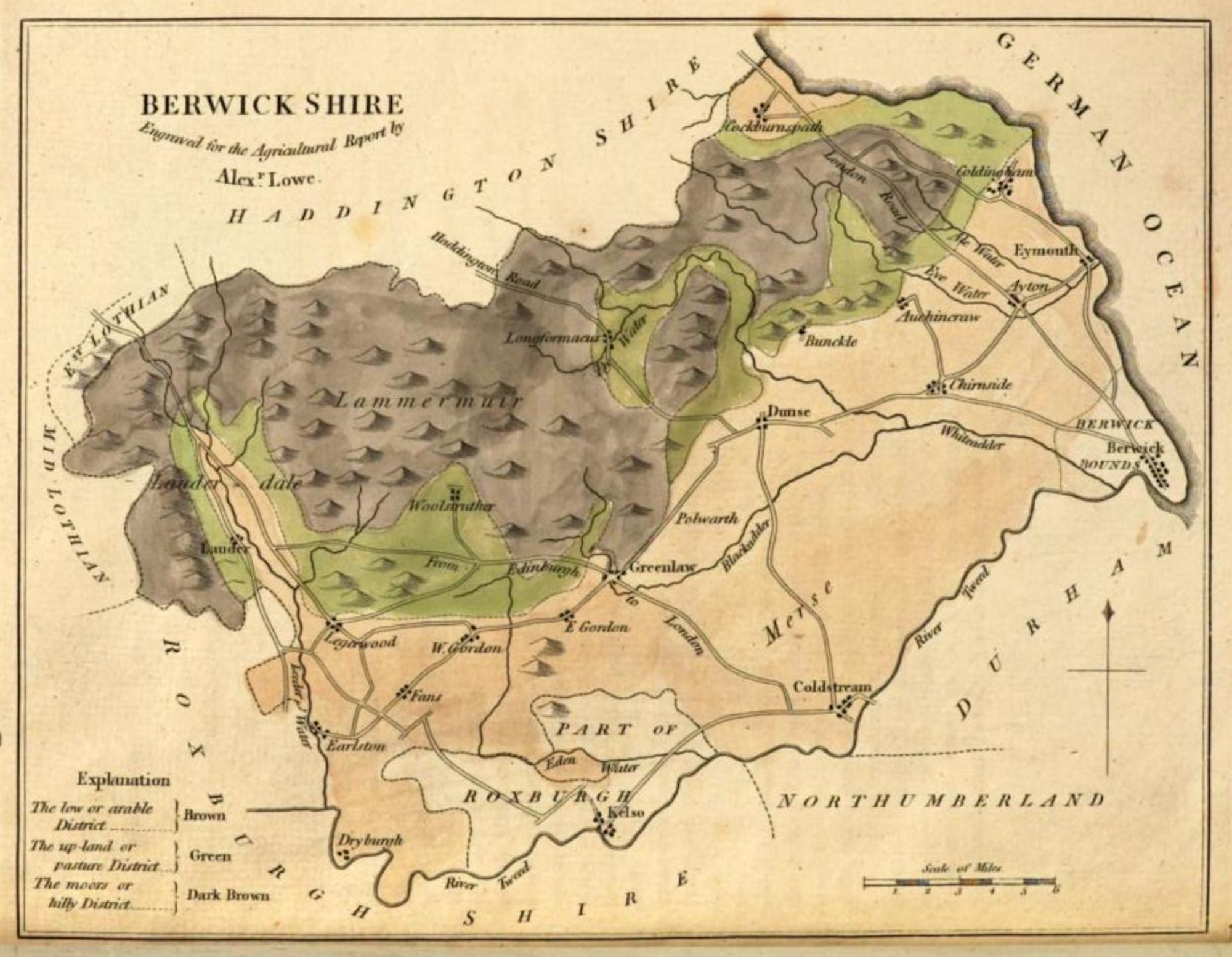
Мапа Бервікширу. 1794 рік

Бервікшир історично ніс на собі основні тягарі під час конфліктів з Англією, під час воєн, таких як Війни за незалежність Шотландії, так і збройних нападів з кінця 13 до початку 17 століття. Протягом цього періоду на кордоні існувала територія, яка називалася «Спірною землею», за володіння якою постійно виникали суперечки між Англією та Шотландією, поки її кордони не були змінені в 1552 році. Тому по всьому Бервікширу можна побачити руїни замків, абатств і навіть міст.
Спочатку адміністративним центром графства було місто Бервік-апон-Твід, але внаслідок обміну між двома королівствами у 1482 року, місо відійшло до Англії, увійшло до складу графства Нортумберленд і тому більше не є частиною Бервікшира. 
Адміністративним центром Бервікширу були міста Данс та Лаудер. З 1596 по 1890 рік адміністративним центром графства було місто Ґрінло. У 1890 році центром графства знову стало місто Данс, відповідно до Законом про місцеве самоврядування Шотландія 1889 року.
У 1975 році Беркшір став частиною регіону Бордерс. 1996 року регіон Бордерс був реорганізований у Скоттіш-Бордерс.